# Al-Seeb Club
L'Al-Seeb Club (in arabo: نادي السيب), meglio noto come Al-Seeb, è una società calcistica omanita, con sede a Seeb, nel governatorato di Mascate. 

## Storia
La squadra venne fondata il 3 gennaio 1972 a Seeb. Si è aggiudicato il suo primo trofeo nel 1996, conquistando la sua prima coppa nazionale, vincendone poi altre due consecutivamente ed una quarta nel 2022. Nel 2001 e 2022 ha vinto invece due Supercoppe dell'Oman. Nel 2007 e nel 2023 invece si aggiudica la Oman FA Cup. Nel 2020 l'Al-Seeb vince il suo primo campionato, successo che bisserà nel 2022. Nel 2015 la squadra di Seeb ha raggiunto la sua prima finale internazionale, nella Coppa dei Campioni del Golfo 2015, persa contro gli emiratini dell'Al-Shabab.
Nel 2022 si aggiudica, sotto la guida del rumeno Ilie Stan, la Coppa dell'AFC, prima squadra omanita ad ottenere un successo internazionale, battendo in finale i malesi del Kuala Lumpur.

## Strutture

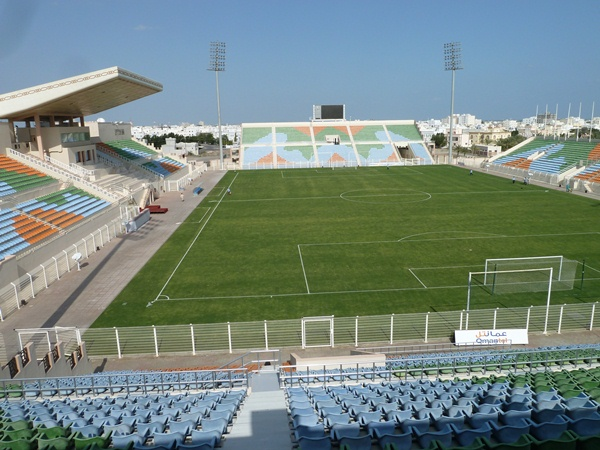
Al-Seeb Stadium

L'Al-Seeb gioca i suoi incontri casalinghi allo stadio Al-Seeb, nella città di Seeb, con una capacità di 14.000 posti.

## Palmarès

### Competizioni nazionali
- Campionato omanita: 4

2019-2020, 2021-2022, 2023-24, 2024-25
- Coppa dell'Oman: 4

1996, 1997, 1998, 2021-2022
- Supercoppa dell'Oman: 4

2001, 2022
- Oman FA Cup: 2

2006-2007, 2022-2023

### Competizioni internazionali
- Coppa dell'AFC: 1

2022